# Brian Flynn
Brian Flynn, född 12 oktober 1955 i Port Talbot, Wales, är en före detta walesisk professionell fotbollsspelare och manager. Han spelade 558 ligamatcher och gjorde 36 mål som mittfältare i främst Burnley och Leeds United under en spelarkarriär som sträckte sig 21 år mellan 1972 och 1993. Efter karriären som spelare blev han manager i bland annat Wrexham och Swansea City.
Han spelades dessutom 66 landskamper för Wales och gjorde 7 mål.